# Брюзлинское сельское поселение
Брюзлинское сельское поселение — бывшее муниципальное образование, входившее в состав Бардымского муниципального района Пермского края. Административный центр — село Брюзли.
Образовано в ноябре 2004 года в результате реформы местного самоуправления. В ноябре 2019 года упразднено путём включения в состав Бардымского муниципального округа.

## Население
По данным переписи 2010 года численность населения составила 854 человека, в том числе 403 мужчины и 451 женщина.
В 2005 году численность населения составляла 1027 человек.

## Населённые пункты
| Название | Тип населённого пункта       | Население, 2010 год | Почтовый индекс | ОКАТО          |
| -------- | ---------------------------- | ------------------- | --------------- | -------------- |
| Брюзли   | село, административный центр | 374                 | 618 162         | 57 204 816 001 |
| Батырбай | деревня                      | 105                 | 618 162         | 57 204 816 002 |
| Сюзянь   | деревня                      | 375                 | 618 162         | 57 204 816 003 |